# ネイキッド・アイズ

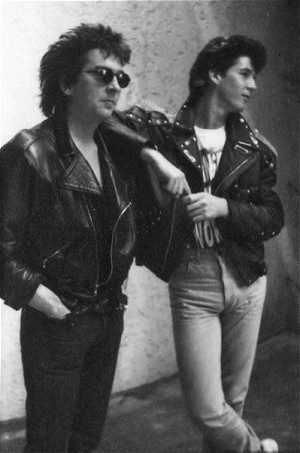
ロブ・フィッシャー（左）。その後、クライミー・フィッシャーに参加。

ネイキッド・アイズ（Naked Eyes）は、イギリスのポップデュオ。80年代初期に人気を博したニュー・ウェイヴ・バンドである。

## 来歴
バース出身で友人同士だったピート・バーン（ボーカル）と、ロブ・フィッシャー（キーボード）が、後にティアーズ・フォー・フィアーズを結成するメンバーらと共に活動していたバンド、ネオン（Neon）を前身とし、1982年にデュオ・バンドとして活動再開したのがネイキッド・アイズである。
フェアライトCMIをいち早く導入したバンドのひとつでもあり、デビュー当時、その音楽性は好評をもって迎えられた。2枚のアルバムと「僕はこんなに」「プロミセス・プロミセス」といったヒット・シングルなどを発表した後、1985年に解散。バーンはソロに転身、フィッシャーはクライミー・フィッシャーとして同様のデュオで再デビューした。1999年、フィッシャーは癌により42歳で病死している。
2006年からバーンがネイキッド・アイズ名義で活動を再開し、ソロ・プロジェクトとして再始動。翌年、カバー・アルバム『Fumbling with the Covers』を発表した。2013年には新作アルバム『Piccadilly』発売がアナウンスされたが、延期状態となっている。
ライブ活動は継続的に行われており、2016年にはヒューイ・ルイス&ザ・ニュース、リチャード・マークス、スターシップらと共にイベント・ライブ「The 80s Cruise」への参加も予定されている。

## ディスコグラフィ

### スタジオ・アルバム
- 『ネイキッド・アイズ』 - Burning Bridges (1983年)
- 『イン・ザ・ネーム・オブ・ラヴ』 - Fuel for the Fire (1984年)
- Fumbling with the Covers (2007年)

### コンピレーション・アルバム
- 『ザ・ベスト・オブ・ネイキッド・アイズ』 - The Best of Naked Eyes (1991年)
- Promises, Promises (The Very Best of Naked Eyes) (1994年)
- Naked Eyes / Spandau Ballet – Back 2 Back Hits (1998年) ※スパンダー・バレエの楽曲と合わせたベスト
- Everything and More (2002年) ※ネオン時代のシングルを含む

### シングル
- 「僕はこんなに」 - "Always Something There to Remind Me" (1983年)
- 「プロミセス・プロミセス」 - "Promises, Promises" (1983年)
- "Voices In My Head" (1983年)
- 「灯が消えるころ」 - "When the Lights Go Out" (1983年)
- 「イン・ザ・ネーム・オブ・ラヴ」 - "(What) In the Name of Love" (1984年)
- "Cry Baby Cry" (2007年)